# پایگاه هلی‌برد تفتناز
پایگاه هلی‌بُرد تَفِتناز (به عربی: مطار تفتناز العسکری) یک پایگاه هوایی استراتژیک در جنوب-غرب حلب در استان ادلب است. پایگاه هلی‌برد تفتناز در نزدیکی بزرگ‌راه ارتباطی دمشق با شهر حلب واقع شده‌است.
پایگاه هلی‌برد تفتناز، محل استقرار دو اسکادران از بالگردهای میل می-۸ و میل -۱۷ نیروی هوایی سوریه است.

## جنگ داخلی سوریه
در تاریخ ۱۱ ژانویه ۲۰۱۳، پیکارجویان مخالف بشار اسد به رهبری پیکارجویان جهادی احرارالشام و جبهه النصره، موفق شدند تا پایگاه نظامی تَفِتناز را به تصرف نظامی خود درآورند. به گفته ارتش آزاد سوریه، بیشتر حملات هوایی ارتش بشار اسد به مناطق مسکونی تحت کنترل شورشیان در شمال، از این فرودگاه صورت می‌گرفته‌است.
در ۱۶ اکتبر ۲۰۱۷ تحریر الشام، فرودگاه نظامی تفتناز را به‌طور کامل در اختیار ارتش ترکیه قرار داد. اما در ژانویه ۲۰۱۹، جبهه آزادی‌بخش ملی سوریه این فرودگاه را به تحریر الشام تحویل داد.